# Испанский янтарь

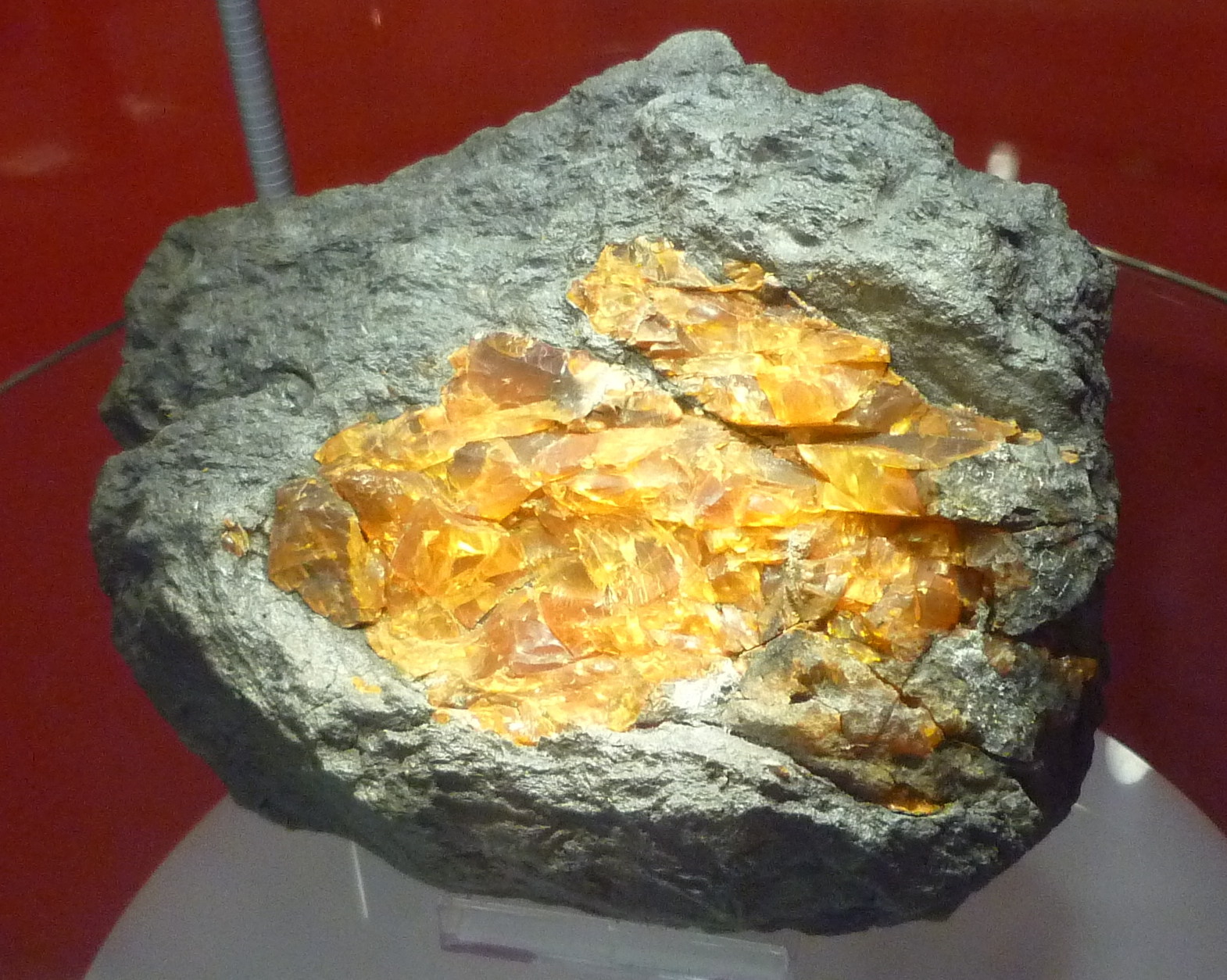
Образец испанского янтаря из местонахождения Эл Соплао

Испанский янтарь — вид ископаемых смол, встречающийся на территории Испании. Сформировался в середине мелового периода, в аптском и альбском веке. Известен благодаря многочисленным находкам насекомых и других членистоногих (см. Инклюзы испанского янтаря). Пояс месторождений испанского янтаря тянется с востока на север Иберийского полуострова. Считается, что испанский янтарь из разных месторождений мог продуцироваться разными группами мезозойских растений, такими как Cheirolepidiaceae и Араукариевые. Всего известно около 120 месторождений испанского янтаря, из десяти из них описывались различные инклюзы. Крупнейшее месторождение испанского янтаря с включениями насекомых и других членистоногих, известное как Эл Соплао, находится в Кантабрии, на севере Испании.